# Pescărușul lui Heermann
Pescărușul lui Heermann (Larus heermanni) este o pasăre din familia Laridae, un pescăruș rezident în Statele Unite, Mexic și sud-vestul extrem al Columbiei Britanice, aproape toate cuibărind pe Isla Rasa din Golful California. Se întâlnesc de obicei în apropierea țărmurilor sau în largul mării, foarte rar în interiorul uscatului. Specia este numită după Adolphus Lewis Heermann, explorator și naturalist american din secolul al XIX-lea.

## Descriere

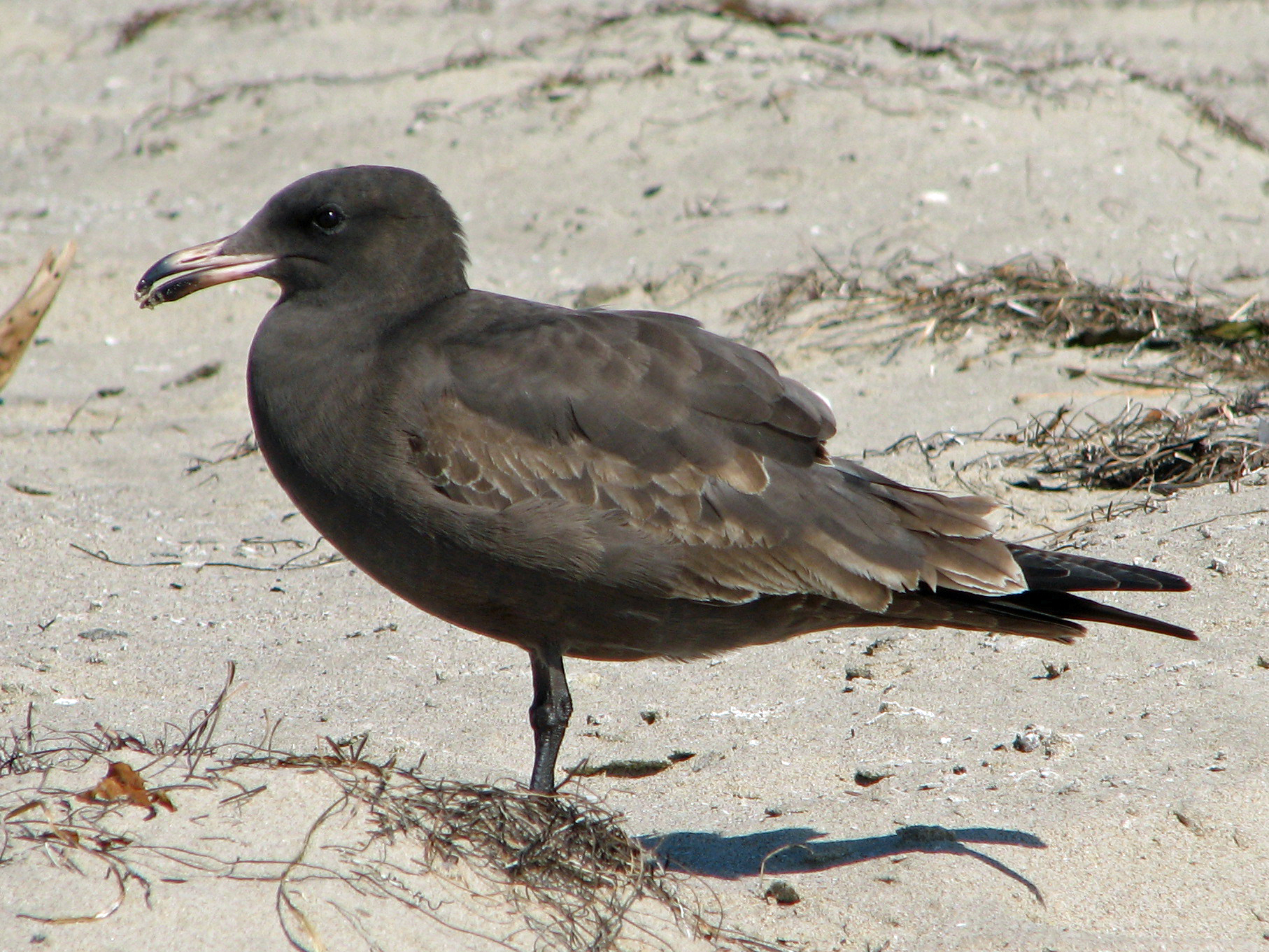
Juvenil, California

Această specie se deosebește clar de alți pescăruși. Adulții au corpul gri, aripile și coada gri-negricioase cu margini albe și ciocul roșu cu vârful negru. Capul este gri închis în afara penajului de reproducere și alb în penajul de reproducere. Juvenilii seamănă cu adulții care nu se reproduc, dar sunt mai închiși la culoare și mai maronii, iar ciocul este roz până în a doua iarnă. Câteva păsări, nu mai mult de 1 din 200, au coperte primare albe, care formează o pată vizibilă pe aripa superioară. Este puțin probabil ca acest pescăruș să fie confundat cu alte specii, deoarece este singurul pescăruș cu capul alb și corpul cenușiu întâlnit pe coasta de vest a Americii de Nord.

## Hrană
Se hrănește cu pești mici, nevertebrate marine, șopârle, insecte, deșeuri și hoituri.

## Comportament
Această specie face cuiburi coloniale la sol, la fel ca mulți pescăruși. Adesea, densitatea cuiburilor ajunge la 110 cuiburi la 100 m2. Depune două sau trei ouă, de culoare cenușiu-bej sau bej cu semne gri și maro. Pescărușul lui Heermann fură uneori prada de la alte păsări marine, în special pelicani bruni, cu care se asociază adesea.

## Galerie

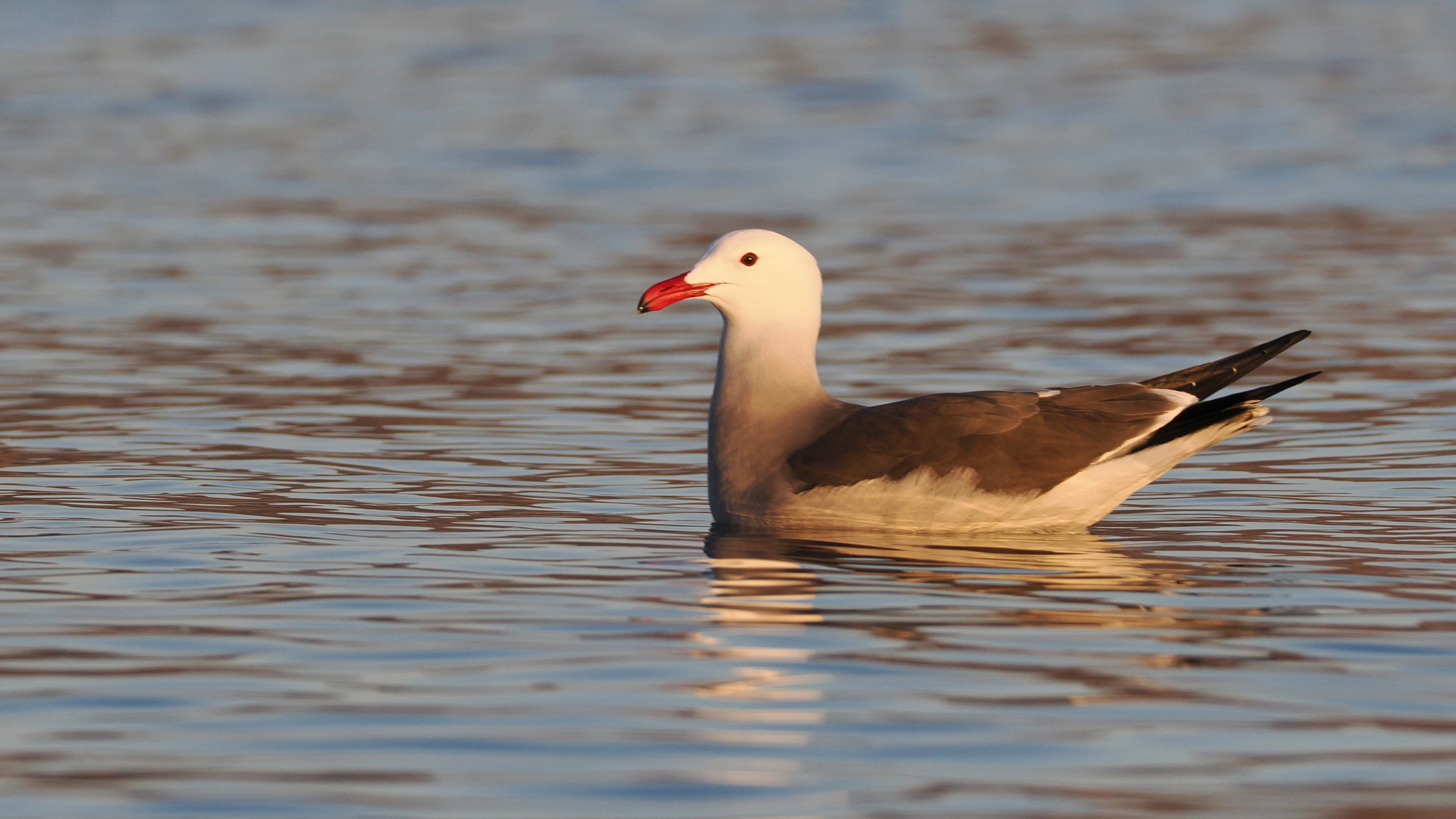
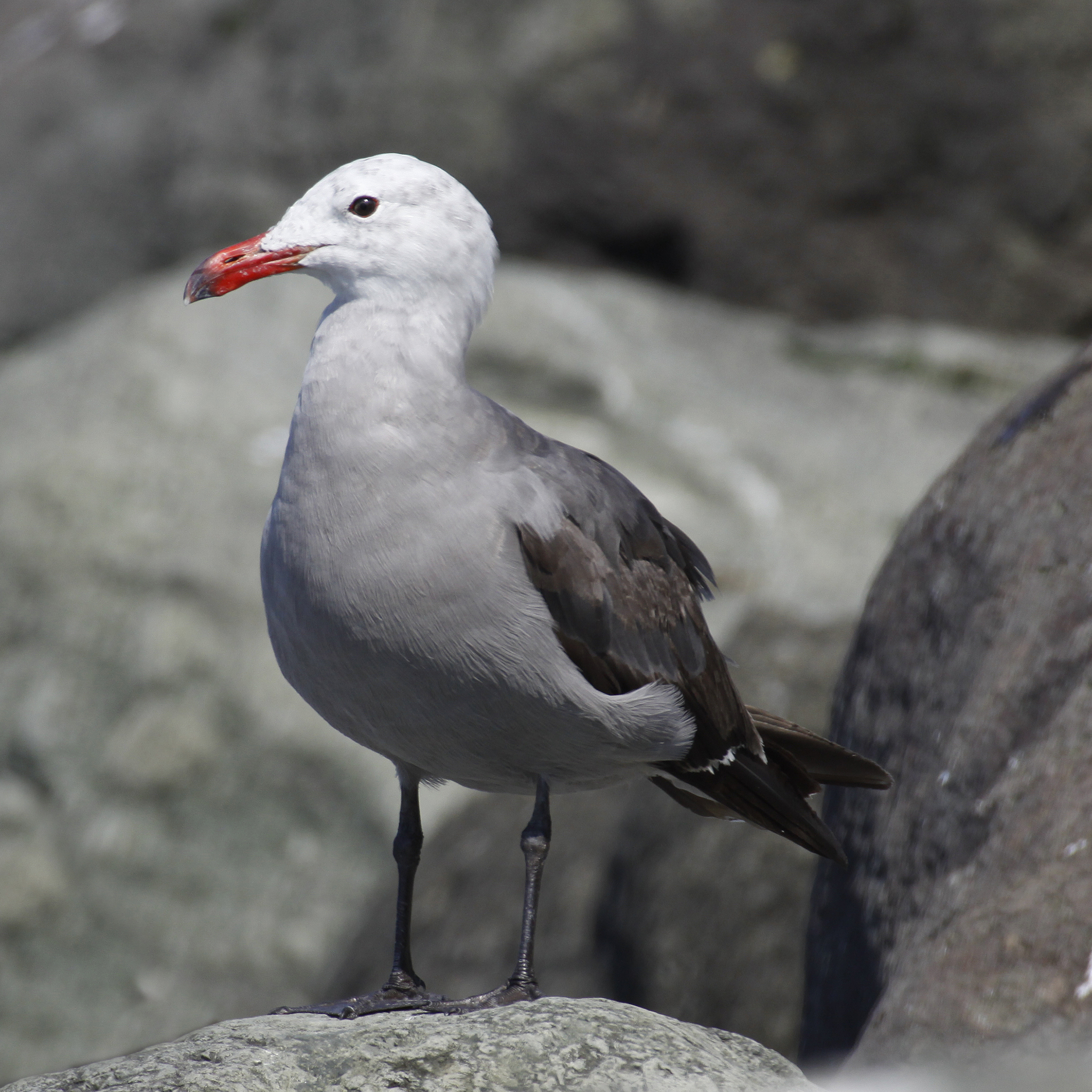
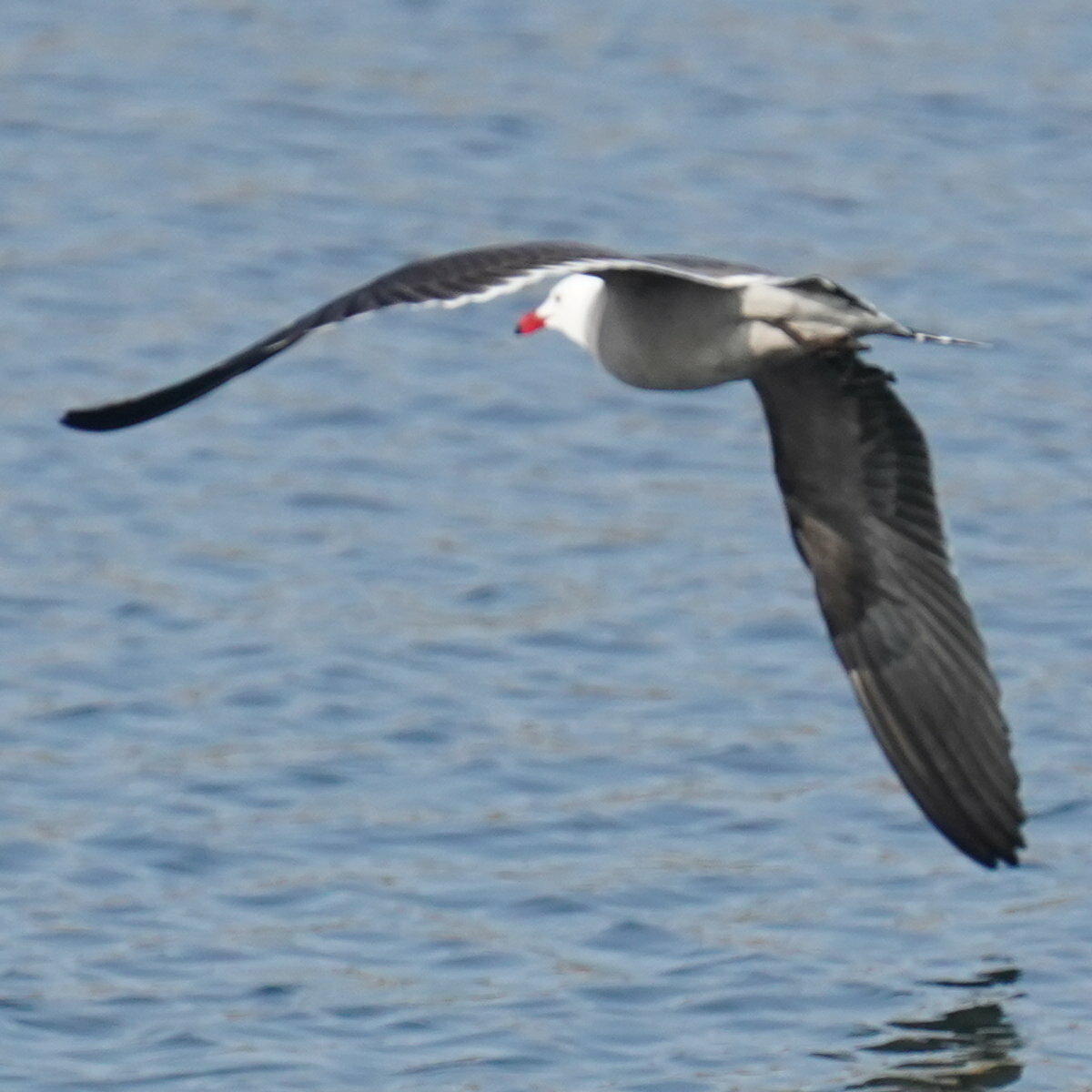
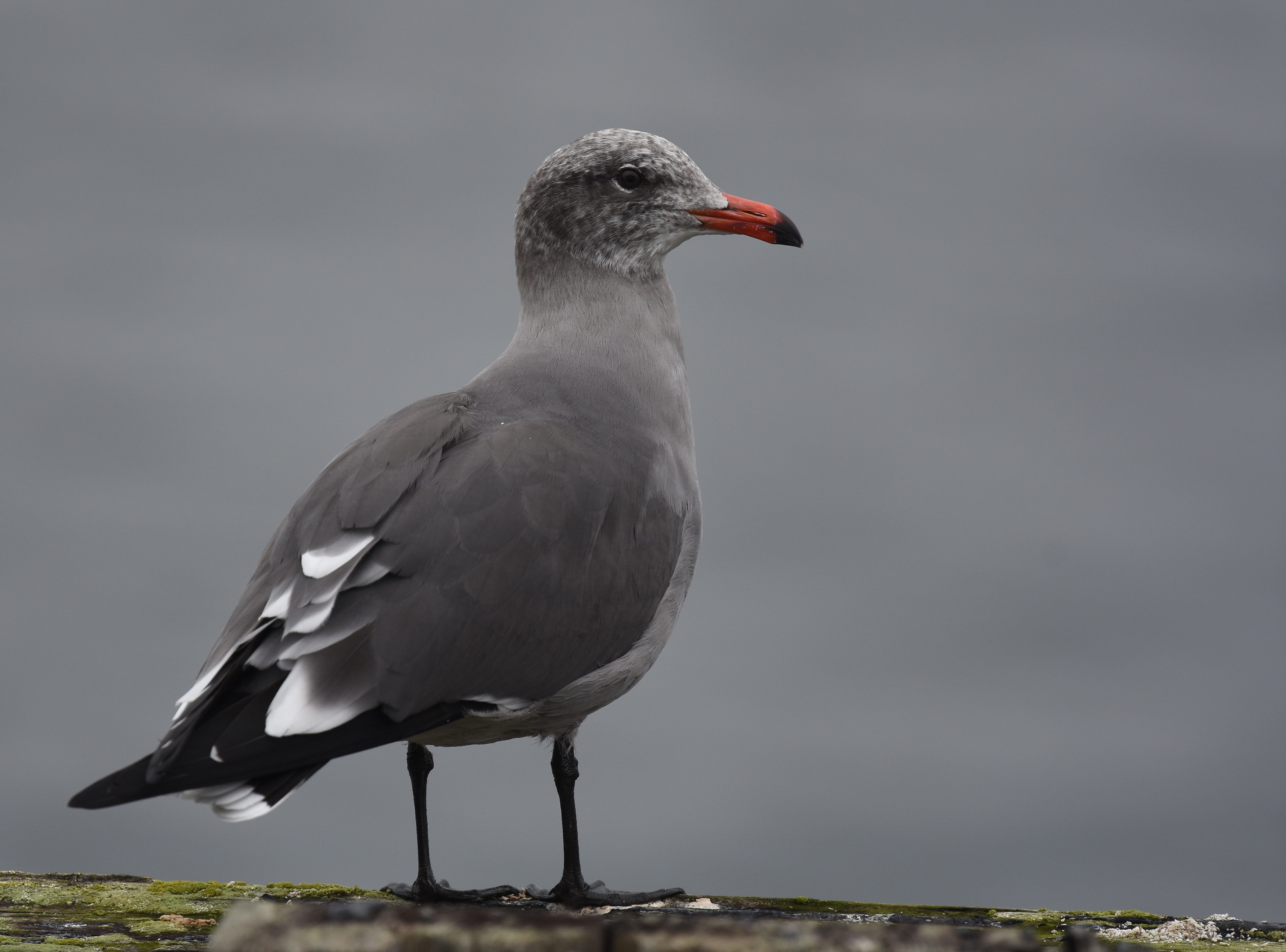
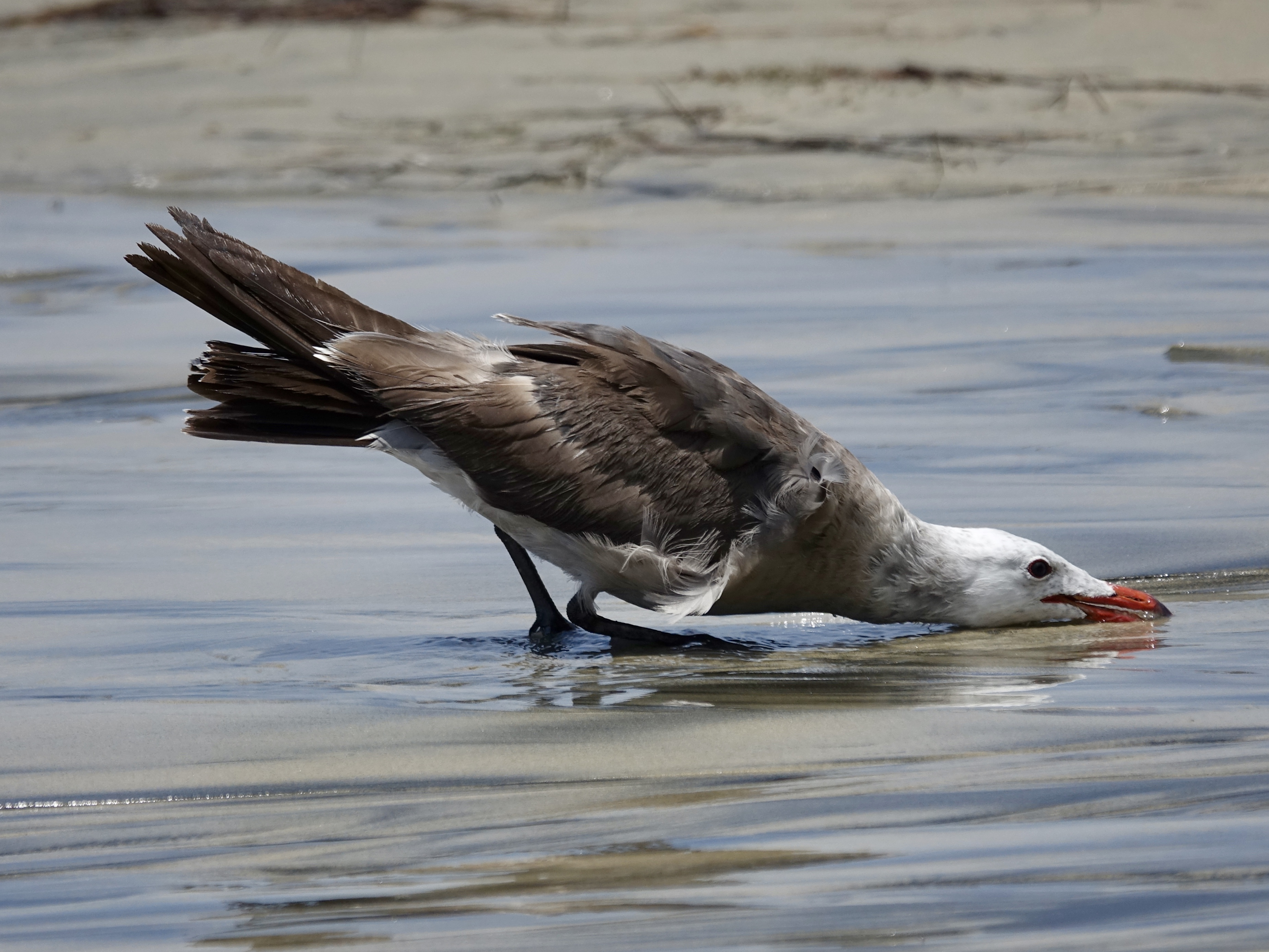